# جيوفاني كازيلي
جيوفاني كازيلي (8 يونيو 1815 - 25 أبريل 1891) هو كاهن ومخترع وفيزيائي إيطالي. درس الكهرباء والمغناطيسية عندما كان طفلًا، وقاده ذلك إلى اختراع البانتلغراف (المعروف أيضًا باسم التلغراف العالمي أو التلغراف متعدد الأغراض)، وهو سلف آلة الفاكس. كان كازيلي أول من وضع نظامًا عمليًا لآلة الفاكس التشغيلي (الفاكس) في العالم قيد الاستخدام. وحاز براءات اختراع في جميع أنحاء العالم على نظامه. وقد طورت فكرته التكنولوجية بشكل أكبر إلى التلفاز التناظري اليوم.
كان كازيلي طالبًا وأستاذًا في جامعة فلورنسا في إيطاليا. بدأ نشر مجلة تقنية تشرح الفيزياء بمصطلحات بسيطة. ومنحه نابليون الثالث ملك فرنسا وسام جوقة الشرف لاختراعه تقنية البانتلغراف. وأسس العلماء والمهندسون الباريسيون جمعية بانتلغراف لتبادل الأفكار حول البانتلغراف وجهاز المزامنة المرتبط به، وهو المسؤول عن جعل آليات الإرسال والاستقبال تعمل معًا بشكل صحيح.

## النشأة
ولد كازيلي في مدينة سيينا بإيطاليا في 25 أبريل عام 1815. عندما كان طفلًا تلقى تعليمه في فلورنسا من قبل الفيزيائي الإيطالي يوبولدو نوبيلي. وتضمنت هذه الدراسات الكيمياء الكهربائية والكهرومغناطيسية والكهرباء والمغناطيسية. ثم أصبح كاهنًا عام 1836. وبعدها تابع كازيلي تعليمه في جامعة فلورنسا ودرس الأدب والتاريخ والعلوم والدين. وعاش في بارما منذ عام 1841 حتى عام 1848 وكان مدرسًا لأبناء المركيز في كنيسة القديس فيتالي.
شارك في تمرد عام 1848 للاستيلاء على دوقية بارما لتكون جزءًا من بيدمونت، وجرى طرده من المنطقة بسبب أفعاله خلال هذا العنف السياسي. وعاد إلى فلورنسا حيث أصبح أستاذًا للفيزياء في جامعة فلورنسا عام 1849. وفي عام 1851 أسس المجلة التقنية لا ريكريسيونيه التي فسرت الفيزياء بعبارات بسيطة للجمهور. ودرس الكهرباء والمغناطيسية، وابتكر البانتلغراف بين عامي 1855 و1861، والذي كان باكورة آلة الفاكس.

### البانتلغراف
البانتلغراف هو لفظ منحوت من كلمة «بانتوغراف» (المنساخ)، وهو أداة تنسخ الكلمات المكتوبة بخط اليد والرسومات، بالإضافة إلى كلمة «التلغراف»، وهو نظام كهربائي يرسل الرسائل عبر سلك عادي لمسافات طويلة ويمكن مزامنته ميكانيكيًا. وعندما كان كازيلي يدرس في جامعة فلورنسا، كرس الكثير من أبحاثه لتقنية الإرسال التلغرافي للرسومات وكذلك الكلمات المكتوبة بخط اليد. كان المخترع ألكسندر بين يعمل على هذه التقنية كما كان الفيزيائي فريدريك باكويل. وكانت المشكلة الرئيسية في ذلك الوقت هي الحصول على تزامن مثالي بين أجزاء الإرسال والاستقبال حتى يعملا معًا بشكل صحيح. طور كازيلي تقنية كهروكيميائية مع «جهاز مزامنة» (ساعة تنظيم) لجعل آليات الإرسال والاستقبال تعمل معًا بشكل أفضل بكثير من أي تقنية امتلكها العالمان بين وباكويل.
تضمنت هذه التقنية صورة مصنوعة باستخدام حبر غير موصل على قطعة من رقائق القصدير. يجري تمرير قلم تسجيل في المسار الكهربائي لرقائق القصدير فوق الرقاقة حيث تلامسها برفق. ويمر القلم بشكل متساوٍ مع وجود عمليات مسح متباعدة قليلًا. ثم تعبر الكهرباء حيث لا يوجد حبر ملامس للقلم ولا يوجد حبر بينهما. ويتسبب هذا باندفاعات كهربائية تتطابق مع الصورة أثناء مسحها ضوئيًا. ثم يجري إرسال الإشارات على طول خط تلغراف بعيد المدى. ويحتوي جهاز الاستقبال في الطرف الآخر على قلم كهربائي ويرسم حبرًا أزرقًا على ورق أبيض، ما يؤدي إلى إعادة إنتاج الصورة سطرًا بسطر. والمستند الناتج هو fac simile (وهي كلمة لاتينية تعني «صنع نفس الشيء») للصورة الأصلية الممسوحة ضوئيًا.